# Буданов, Вадим Васильевич
Вадим Васильевич Буданов (21 апреля 1930 — 15 марта 2022) — учёный в области физической и коллоидной химии, доктор химических наук (1976), профессор (1977), заслуженный деятель науки Российской Федерации (1994).
Родился 21 апреля 1930 г. в г. Иваново.
Окончил школу № 30 (1948, с серебряной медалью), Ивановский химико-технологический институт (1953) и его аспирантуру (1956). В 1958 году защитил диссертацию на соискание степени кандидата технических наук.
С 1957 года работал в ИХТИ: ассистент кафедры физической химии (1957—1962), доцент (1962—1976), профессор кафедры физической и коллоидной химии, с 1976 по 1997 год заведующий кафедрой. В 1973—1977 гг. секретарь партийной организации института.
В 1976 году защитил докторскую диссертацию:
- Физико-химические исследования восстановительного действия и получения некоторых производных сульфоксиловой кислоты : диссертация … доктора химических наук : 02.00.04. — Иваново, 1975. — 305 с. : ил.

Подготовил 17 кандидатов и 3 докторов наук. Является автором более 300 публикаций в советских, российских и зарубежных журналах, монографий, учебников и учебных пособий.
Основатель и руководитель научной школы в области кинетики жидкофазных редокс-реакций и химии серосодержащих восстановителей.
Многие его научные разработки внедрены в производство (применение серокислородных восстановителей в отделке тканей, получение химикатов — добавок к полимерным материалам и стабилизаторам моторных масел, производство красителей — кубогенов, химическая металлизация волокна нитрон и углепластиковых материалов).
Соавтор и редактор «Практикума по физической химии», выдержавшего 5 изданий с общим тиражом 24 тысячи экземпляров.
Заслуженный деятель науки Российской Федерации (1994), почётный химик СССР, почётный работник высшего профессионального образования Российской Федерации (2000). Награждён орденом «Знак Почёта» (1976).
Сочинения:
- Химия и технология восстановителей на основе сульфоксиловой кислоты : Ронгалит и его аналоги / В. В. Буданов. — Москва : Химия, 1984. — 159 с. : граф.; 21 см.
- Химия серосодержащих восстановителей : (Ронгалит, дитионит, диоксид тиомочевины) / В. В. Буданов, С. В. Макаров. — Москва : Химия, 1994. — 139,[1] с. : граф.; 20 см; ISBN 5-7245-0736-6
- Химическая кинетика [Текст] : учебное пособие для студентов вузов, обучающихся по направлениям подготовки «Химическая технология», «Биотехнология», «Энерго- и ресурсосберегающие процессы в химической технологии, нефтехимии и биотехнологии» / В. В. Буданов, Т. Н. Ломова, В. В. Рыбкин. — Санкт-Петербург [и др.] : Лань, 2014. — 283 с. : ил., табл.; 21 см. — (Учебники для вузов. Специальная литература).; ISBN 978-5-8114-1542-7
- Химическая термодинамика : учебное пособие для студентов высших учебных заведений, обучающихся по направлению «Химическая технология и биотехнология» и химико-технологическим подготовки дипломированных специалистов / В. В. Буданов, А. И. Максимов; под ред. О. И. Койфмана. — Москва : Академкнига, 2007. — 311 с.; 22 см. — (Учебное пособие для вузов).; ISBN 978-5-94628-300-7
- Конспект лекций по коллоидной химии [Текст] / М-во высш. и сред. спец. образования РСФСР. Иванов. хим.-технол. ин-т. — [Иваново] : [б. и.], 1970. — 114 с. : черт.; 21 см.
- Практикум по физической химии [Текст] : [учебное пособие для химико-технологических специальностей вузов] / [А. Н. Александрова, В. В. Буданов, В. Н. Васильева и др.]; под ред. В. В. Буданова, Н. К. Воробьева. — 5-е изд., испр. — Москва : Химия, 1986. — 350, [1] с. : ил.; 22 см.